# Cyperus matudae
Cyperus matudae är en halvgräsart som beskrevs av Gordon C. Tucker. Cyperus matudae ingår i släktet papyrusar, och familjen halvgräs. Inga underarter finns listade i Catalogue of Life.